# Terra Nova: Strike Force Centauri
Terra Nova: Strike Force Centauri est un jeu vidéo de tir tactique en vue à la première personne développé et publié par Looking Glass Studios en mars 1996. Le jeu prend place au 24e siècle et relate la colonisation du système d’Alpha Centauri par un groupe d’humains fuyant le gouvernement totalitaire de la Terre. Le joueur incarne Nikola ap Io et dirige une unité militaire lors de missions l’opposant à des pirates ou au gouvernement terrien. Dans son combat, il est souvent assisté par des coéquipiers contrôlés par l’intelligence artificielle du jeu auxquels il peut donner des ordres.
Conçu après la sortie d'Ultima Underworld, le jeu a fait l’objet d’un long et difficile processus de développement, notamment du fait de la création de scènes cinématiques en full motion. Le moteur du jeu permet d’afficher des environnements extérieurs et dispose d’un moteur physique.
À sa sortie, il est bien accueilli par la presse spécialisée qui salue sa dimension tactique et le compare au jeu MechWarrior 2: 31st Century Combat. Les critiques déplorent en revanche la faible qualité de ses graphismes et notent qu’il nécessite un ordinateur puissant. Malgré ce succès critique, le jeu est un échec commercial. Il ne se vend ainsi qu’à 100 000 exemplaires, ce qui ne lui permet pas de couvrir les frais de développement et conduit le studio à annuler le développement d’une suite. Rétrospectivement, Terra Nova est aujourd’hui considéré comme l’un des premiers jeux de tir tactique en 3D.